# Straßenbahn Cottbus
Die Straßenbahn Cottbus ist seit dem Jahr 1903 das Rückgrat des Öffentlichen Personennahverkehrs in Cottbus. Es verkehren vier, am Wochenende drei, Straßenbahnlinien, die auf einem Streckennetz von 35,3 Kilometern Länge insgesamt 49 Haltestellen bedienen.

## Geschichte

### Anfänge
Der erste öffentliche Personennahverkehr in Cottbus war eine Pferdeomnibuslinie, die im Jahr 1893 von Josew Klopzynsky eingerichtet wurde. Sie verkehrte zwischen Sandow und dem Cottbuser Bahnhof. Der Fahrpreis betrug damals 30 Pfennig.
Am 14. Juni 1898 schrieb die Stadt Cottbus den Bau eines Elektrizitätskraftwerkes aus. Da die Leistung für einen inzwischen geplanten Straßenbahnbetrieb aber zu gering gewesen wäre, wurde im Jahr 1899 erneut der Bau eines E-Werks ausgeschrieben. Am 2. März 1900 wurde einstimmig beschlossen, dass das E-Werk von der Firma Siemens & Halske gebaut werden soll. Außerdem wurde beschlossen, dass die Firma Dresdner Elektra AG für den Bau und Betrieb der Straßenbahn den Zuschlag bekommt. Als der Vertrag kurz vor der Unterzeichnung stand, zog sich die Firma Elektra zurück und da sich keine weitere Firma fand, sollte für den Bau und Betrieb der Straßenbahn nun Siemens & Halske einen Kostenvoranschlag vorlegen. Der Preis für das Kraftwerk betrug etwa 1 Million Mark und für die Straßenbahn inklusive Gleise, Betriebshof und Grunderwerb circa 800 000 Mark. Erst am 6. Februar 1901 schlug die Kommission die Annahme des Projektes vor, es sollte den Bau der Straßenbahn in städtischer Eigenregie und die Finanzierung durch einen Kredit umfassen. Nach einem halben Jahr stimmten darauf auch die Stadtverordneten zu.

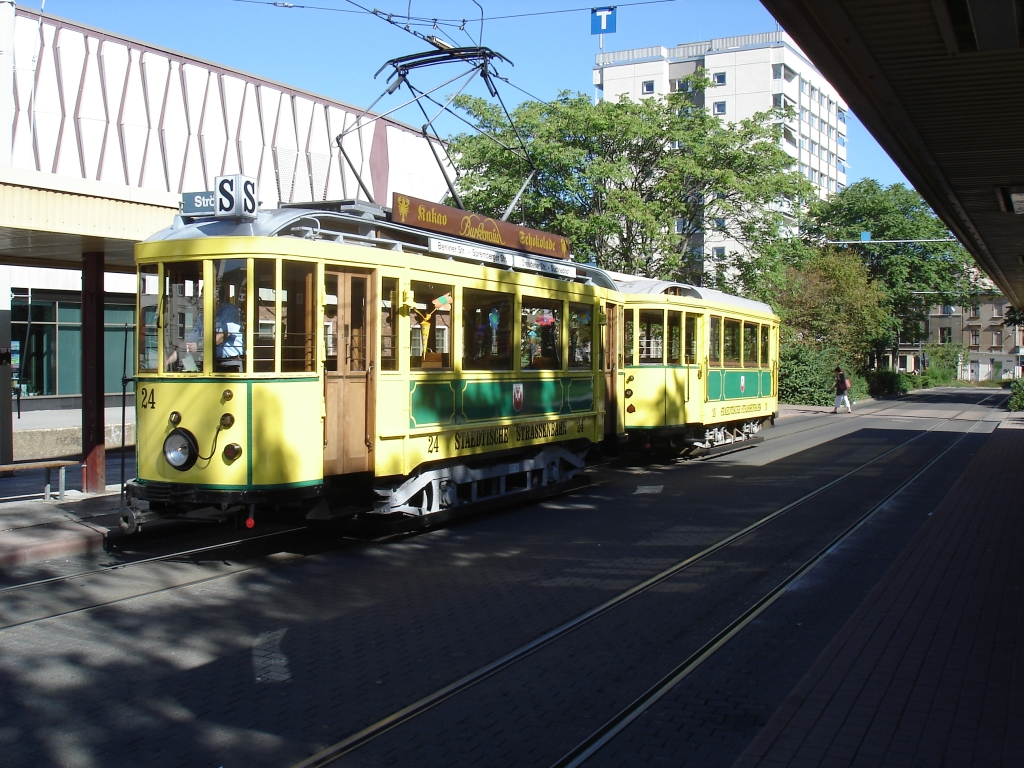
Historisches Fahrzeug der Cottbuser Straßenbahn

Am 28. Juli 1902 begannen die Gleisverlegearbeiten in der Berliner Straße und am 22. September der Bau des Betriebshofes, auch an der Berliner Straße. Am 27. April 1903 begann der Probebetrieb im E-Werk und das Leitungsnetz der Straßenbahn wurde unter Spannung gesetzt. Die Spree trieb zwei Turbinen mit je 200 PS an, die an drei Generatoren gekuppelt waren. Zu den zwei Pufferbatterien gab es noch zwei stehende Verbunddampfmaschinen mit je 300 PS der „Cottbusser Maschinenbauanstalt AG“. Jede Maschine trieb einen Generator mit 225 kW für das Ortsnetz und einen mit 68 kW für den Bahnbetrieb an. Am 22. Juni 1903 begannen die ersten Probefahrten auf den schon fertiggestellten Gleisabschnitten. Am 18. Juli 1903 um 8:30 Uhr, einem Samstag, erfolgte die landespolizeiliche Abnahme der 2000 Meter langen ersten Linie (Rot) vom Staatsbahnhof bis zur Oberkirche. Um 11:00 Uhr erfolgte dann die eigentliche Eröffnung. Der Fahrpreis betrug zum Start zehn Pfennig. Bezahlt wurde direkt beim Einsteigen, die zehn Pfennig waren in den Zahlkasten einzuwerfen. Das Netz wurde bis Ende 1903 auf 8,5 Kilometer ausgebaut: Eröffnet wurden die blaue Linie von der Grenze Ströbitz zum Alten Friedhof, die gelbe Linie vom Nordfriedhof zum Spreewaldbahnhof sowie eine Verlängerung der roten Linie zur Sandower Apotheke. Nach Ablauf des vertragsgemäßen Probebetriebs übernahm die Stadt Cottbus am 14. Januar 1904 das E-Werk und die Straßenbahn von der Firma „Siemens & Halske“. Die Cottbuser Straßenbahn besaß zu diesem Zeitpunkt 29 Trieb- und acht Beiwagen. Die Streckenlänge betrug 1909 insgesamt 12,53 Kilometer. 1913 wurden bereits 2,5 Millionen Fahrgäste befördert, die Einnahmen betrugen 250.000 Mark, diese waren allerdings nicht kostendeckend.

### Zwischenkriegszeit
1918 waren es dann schon 4,65 Millionen Fahrgäste. Da bei diesem Ansturm das Bezahlen an Zahlkästen nicht mehr kontrollierbar war, wurden am 1. Januar 1918 Schaffnerinnen eingesetzt, die das Fahrtgeld von jetzt 15 Pfennig kassierten. Durch die allgemeine Wirtschaftskrise und die Geldentwertung stieg der Fahrpreis zum 1. Juli 1919 auf 20 Pfennig. Nach der Kündigung aller Schaffner(innen) wurden zum 11. Juli 1920 die Zahlkästen wieder eingeführt. Aber im Gegensatz zu früher durfte kein Geld mehr eingeworfen werden, sondern nur noch die vorher ausgegebenen Fahrmarken. Während des Ersten Weltkrieges hatte auch die Cottbuser Straßenbahn Probleme, es mussten Streckenteile stillgelegt werden. Am 24. Mai 1923 wurde dann der gesamte Straßenbahnverkehr eingestellt. Als die Straßenbahn ihren Betrieb wieder aufnahm, stieg auch der Fahrpreis. Die Fahrgäste mussten nun wieder 15 Pfennig in bar in den Zahlkasten einwerfen. 1928 wurden 4,18 Millionen Fahrgäste gezählt, da die Straßenbahn aber immer noch keinen Gewinn einfuhr, wurde am 15. Oktober 1928 der Fahrpreis auf 20 Pfennig angehoben. Der Fahrpreis musste nun wieder beim Schaffner gezahlt werden. Ab 1927 ergänzte ein Omnibus den Straßenbahnverkehr.
Während des Zweiten Weltkrieges gab es wiederum viele Unannehmlichkeiten, so mussten die leuchtenden Linienfarben an den Bahnen verdunkelt werden. Dadurch waren nun aber die Linien nicht mehr zu erkennen, daher wurden Liniennummern eingeführt. Die Triebwagen trugen über den Scheinwerfern ein Blechschild mit der Liniennummer, so dass es schwach beleuchtet wurde. Die Fahrgastzahl stieg 1942 auf inzwischen 6,8 Millionen, 1944 waren es 13,3 Millionen Passagiere.

### Nach dem Zweiten Weltkrieg
Nach Ende des Krieges wurde nach und nach alles wieder instand gesetzt und aufgebaut. Nach 1945 wurden in der Sowjetischen Besatzungszone (SBZ) zahlreiche Firmen enteignet, unter kommunale Verwaltung gestellt oder den Stadtwerken zugeordnet. Zum 1. April 1949 wurden die „KWU Cottbuser Stadtwerke“ gebildet, dazu gehörten das E-Werk inklusive Straßenbahn und das Gas- und Wasserwerk. Bis zum Jahr 1968, als die Betriebsführung an den VEB Cottbusverkehr überging, änderte sich die Bezeichnung des Unternehmens und sein Zuschnitt mehrfach.

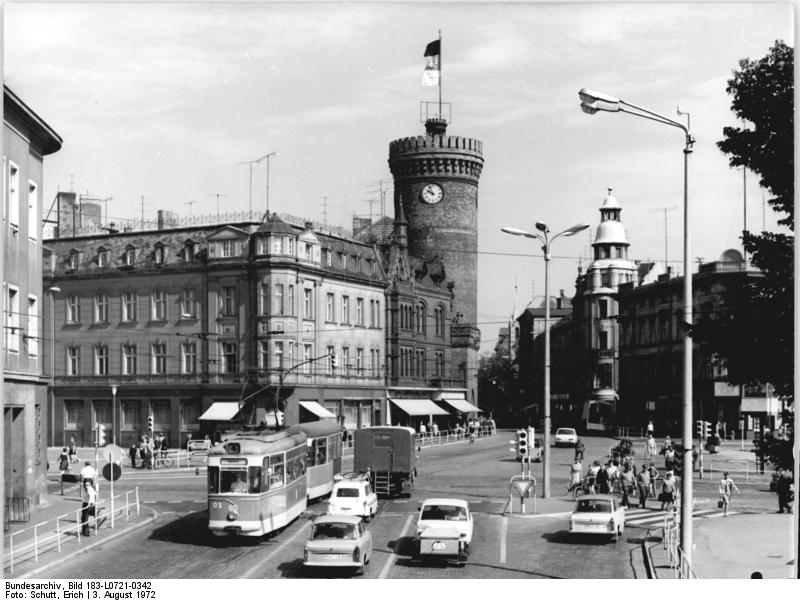
Straßenbahn am Spremberger Turm (1972)

Zwischen 1953 und 1972 wurden alle Straßenbahnendhaltestellen, außer am Bahnhof, mit Wendeschleifen ausgerüstet. Damit war der Einsatz von Einrichtungsfahrzeugen auf fast allen Linien möglich. Dazu wurde eine Dispatcherzentrale eingerichtet und es gab ein neues Logo. Cottbus besaß als erster Straßenbahnbetrieb der DDR ausschließlich zweiachsige Einheitswagen (GOTHA). Nachdem das Cottbuser Stadtzentrum von 1971 bis 1974 als ein sozialistisches Stadtzentrum in industrieller Bauweise (Plattenbau) neu errichtet worden war, wurde auch die Straßenbahntrasse von der Spremberger Straße in die neu gebaute Stadtpromenade verlegt. Am 12. März 1976 wurden die Zahlboxen durch Lochentwerter ersetzt, da die Zahl der Schwarzfahrer immer mehr zunahm.
In den nächsten Jahren wurde unter anderem die Straßenbahnverbindung nach Sachsendorf gebaut – 1977, es folgte die Straßenbahnstrecke zum Hauptbahnhof – 1978 und weiter zur Jessener Straße – 1980 sowie nach Schmellwitz – 1984. Insgesamt wurde das Straßenbahnnetz von 13 Kilometern im Jahr 1949 auf 21 Kilometer im Jahr 1983 erweitert.
Zudem wurden die Endhaltestellen nach und nach mit Wendeschleifen aus- bzw. neugebaut:
- 1953 Sportzentrum
- 1965 Ströbitz
- 1966 Thiemstraße
- 1968 Alt-Schmellwitz
- 1970 Madlow
- 1972 Sandow
- 1978 Sachsendorf
- 1980 Jessener Straße
- 1984 Neu-Schmellwitz

Der neue Stadtring und ein neues Bahnhofsgebäude wurden errichtet. Die Linie 4 zum alten Bahnhof wurde eingestellt, die Gleise in der Bahnhofstraße wurden dann für zwölf Jahre stillgelegt. Am 22. Dezember 1978 trafen die ersten neuen Straßenbahnwagen des Typs KT4D des tschechoslowakischen Herstellers ČKD Tatra ein. Am 4. Oktober 1979 fuhren die ersten zwölf neuen KT4D in Doppeltraktion auf der Linie 3. Da bei Verkehrsstörungen die Information der Fahrgäste immer problematisch war, wurden am 1. April 1986 hierfür 15 funkgesteuerte Haltestellen-Informationsanlagen in Betrieb genommen. 1988 fand erstmals öffentlich eine Veranstaltung zum Jubiläum der Straßenbahn statt, auch wenn es das relativ krumme 85-Jährige war. Ab dem 2. Oktober 1989 wurden bei der Cottbuser Straßenbahn Dreiwagenzüge aus KT4D auf der Linie 4 eingesetzt. Ein solcher Dreiwagenzug hat eine Länge von 57 Metern und konnte 321 Fahrgäste aufnehmen. Dazu war es nötig, die Bahnsteige auf 60 Meter zu verlängern und die Signalanlagen anzupassen.

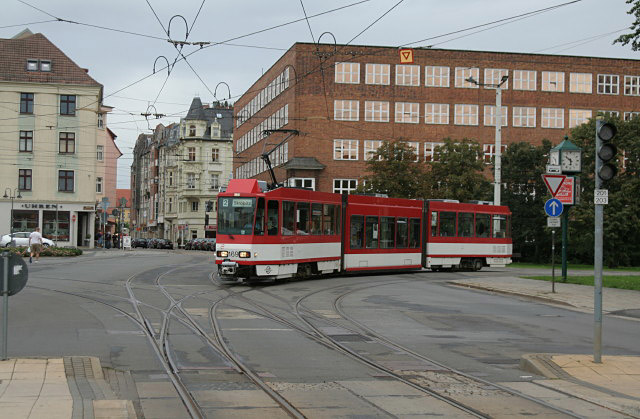
Straßenbahn vor dem Neuen Rathaus bei der Einfahrt in die Haltestelle Stadthalle

### Nach 1989
Als sich am 9. November 1989 das Ende der DDR durch den Fall der Mauer abzeichnete, stand Cottbusverkehr vor einem der größten Umbrüche seiner Geschichte. Plötzlich gab es zahlreiche Gebrauchtwagen „Made in BRD“, die Fahrgastzahlen sanken rapide. Die Fahrtarife waren aufgrund der „Politik der stabilen Preise“ zu DDR-Zeiten nie überarbeitet worden. Die Einnahmen 1991 deckten nur 41 Prozent der Ausgaben. Eine erhebliche Preiserhöhung war die Folge, diese betrug 300 Prozent, von 15 Pfennig auf 50 Pfennig. Seit dem 23. September 1990 fährt die Straßenbahn auch wieder über die neue Bahnhofsbrücke und über die Bahnhofsstraße. Neben der Modernisierung des Wagenparks stand nach der Wiedervereinigung die Modernisierung und der zweigleisige Ausbau folgender Straßenbahnstrecken im Mittelpunkt der Investitionen; bis zum Jahr 2000 konnten die wichtigsten Streckenabschnitte (Friedrich-Ebert-Straße; Karlstraße bis Nordfriedhof; Altmarkt bis Muskauer Platz; Berliner Straße bis Ströbitz und Dresdener Straße/Madlower Hauptstraße bis Spree-Straße) zweigleisig ausgebaut werden.

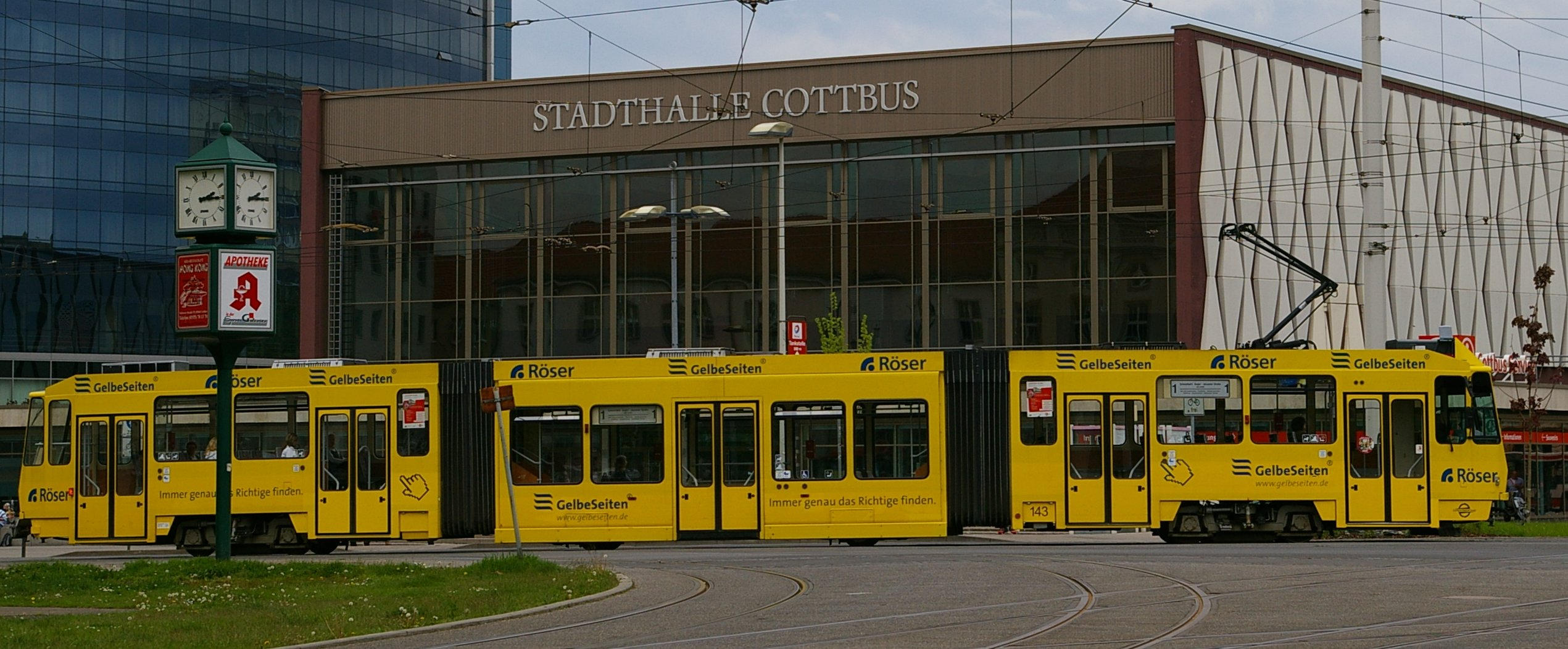
Tatra-KTNF6-Bahn mit Niederflurmittelteil

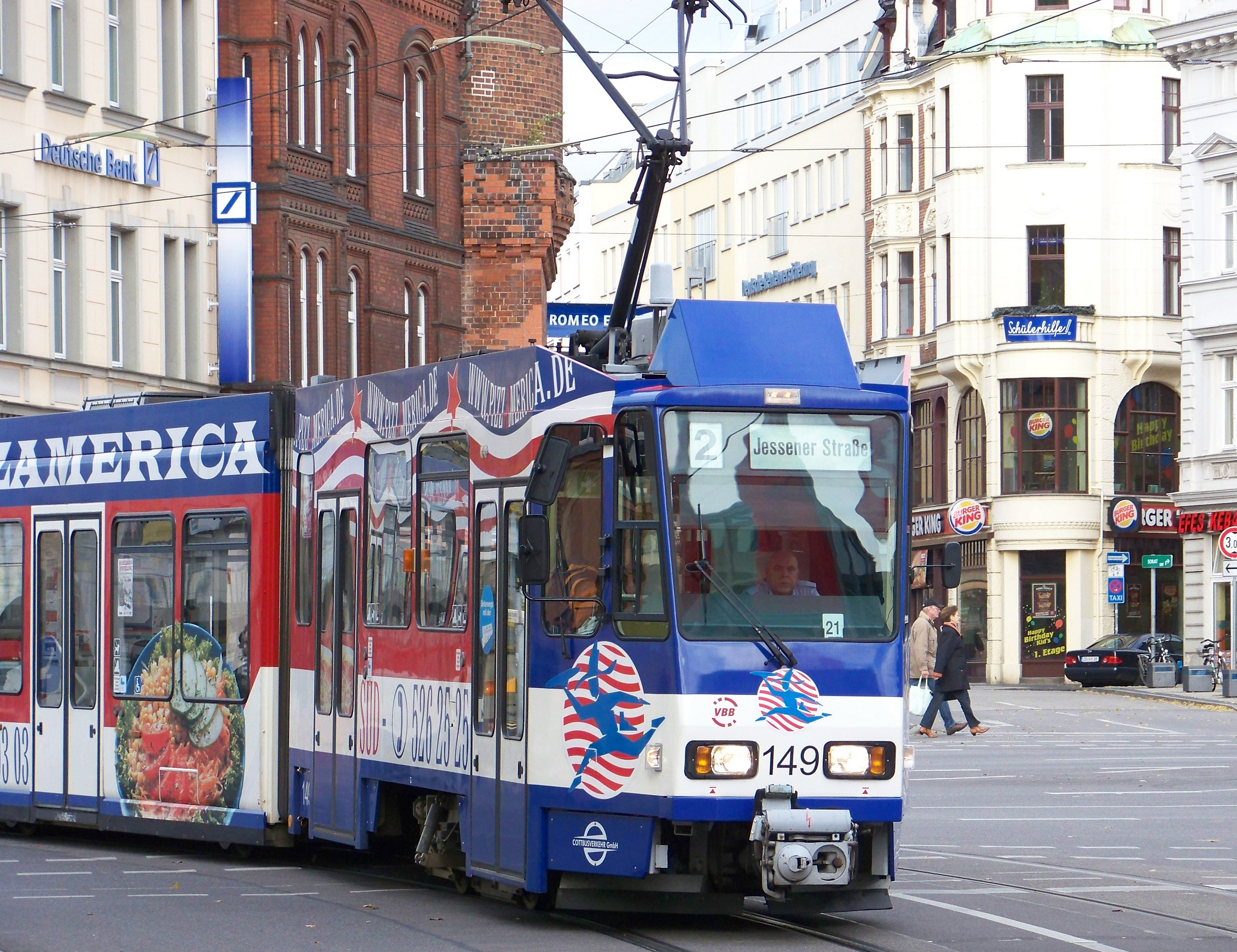
Straßenbahn der Linie 2 am Spremberger Turm

1990 musste Cottbusverkehr noch die von der DDR vertraglich zugesagten Straßenbahnwagen abnehmen, 15 KT4D und Anfang 1991 wurden noch sieben KT4D aus Erfurt übernommen. Das hatte zur Folge, dass die zweiachsigen „Gotha“-Einheitswagen nicht mehr gebraucht wurden. Diese hatten am 8. März ihre letzten Linienfahrten und am 24. März 1991 eine Abschiedsfahrt. Der Wagenbestand bei der Straßenbahn betrug nun 72 Gelenkwagen „Tatra KT4D“. Bei der Straßenbahn stellte sich die Frage: Neue Niederflurwagen oder eine Umrüstung? Da die finanziellen Mittel stark begrenzt waren, wurde umgerüstet. Die „Mittenwalder Gerätebau GmbH“ (MGB) hatte den Vorschlag, in einem Gelenkwagen ein niederfluriges Mittelteil einzusetzen. Gemeinsam mit Cottbusverkehr und den Schweizer Firmen „Schindler Waggon“ und „FIAT-SIG Schienenfahrzeuge“ realisierte MGB den Plan und am 18. Mai 1995 gelangte der Tw72 nach Mittenwalde. Die neue Bezeichnung der Tatra-Wagen mit Niederflurmittelteil war KTNF6. Seit dem 1. April 2004 setzt Cottbusverkehr nur noch Straßenbahnen mit Niederflurmittelteil im Linienverkehr ein. Damit ist Cottbus die erste Stadt in Deutschland, in der alle Fahrten mit Niederflurteil verkehren. Nach dem Cottbuser Vorbild wurden in vielen Städten Straßenbahnen auch mit einem Niederflurmittelteil umgerüstet, z. B. in Mülheim, Braunschweig, Basel (Schweiz), Göteborg (Schweden) oder Tallinn (Estland).
Da das Land Brandenburg über viele Jahre keine Fördermittel zur Anschaffung von neuen Straßenbahnfahrzeugen zur Verfügung stellte, begann im Jahr 2011 eine weitere Modernisierungswelle des Fuhrparks: Unter der Bezeichnung Langläufer sollten insgesamt 15 KTNF6 für mindestens 16 weitere Betriebsjahre aufgefrischt werden. Im Rahmen der planmäßigen Hauptuntersuchungen erhielten die Fahrzeuge ein komplett neues Innenleben samt Deckenverkleidung und Sitzen, frischen Lack sowie eine neue Beklebung. Am 25. April 2012 wurde mit Triebwagen 135 der erste Langläufer eingesetzt. Bis Dezember 2020 waren es bereits 12 umgebaute Langläufer. Diese sind derzeit die Fahrzeuge 109, 129, 130, 133, 135, 138, 140, 143, 148, 149, 169 und 170.
Am 26. September 2012 wurde von der Stadtverordnetenversammlung das neue ÖPNV-Konzept beschlossen. Danach sollte der Abschnitt Schmellwitz-Anger – Bonnaskenplatz im Herbst 2015 stillgelegt werden. Als Grund wurden erhoffte Einsparungen von 370.000 Euro im Jahr angeführt. Dieser Plan wurde im Jahr 2015 jedoch wieder verworfen (siehe auch: Diskussion über den Fortbestand und Weiterentwicklung der Straßenbahn).
Der Bahnhofsvorplatz wurde von 2016 bis 2019 zu einem Verkehrsknotenpunkt für Straßenbahn, Stadtbus und Regionalbus umgestaltet. (siehe auch: Zentraler Verkehrsknotenpunkt Cottbus).
Im Frühjahr 2018 wurde bekannt, dass Cottbusverkehr zusammen mit den – ebenfalls meterspurigen – Betrieben aus Frankfurt (Oder) und Brandenburg an der Havel eine Ausschreibung von Neufahrzeugen vornehmen wird. Insgesamt sollen 45 Bahnen eines einheitlichen Typs ausgeschrieben werden, wovon 20 auf Cottbus entfallen. Sieben davon sollen direkt beschafft, 13 weitere als Option hinterlegt werden. Dafür sollen 15,8 Millionen Euro investiert werden, wovon 8,4 Millionen Euro von der Stadt Cottbus bereitgestellt werden müssen. Die restliche Summe finanziert Cottbusverkehr aus Eigenmitteln sowie durch neue Zuschüsse des Landes Brandenburg. Die Auslieferung der Fahrzeuge soll schrittweise bis 2023 erfolgen. Die Auslieferung wird sich verzögern, da nach der Vergabe der unterlegene Bieter bei der Vergabekammer Einspruch einlegte.
Mit Urteil vom 2. Juni 2020 lehnte das Oberlandesgericht Brandenburg den Einspruch als unbegründet ab und machte damit den Weg für die Beschaffung frei. Die Vergabe des Auftrags an die tschechische Firma Škoda Transportation ist damit rechtskräftig.
Am 17. Februar 2021 erteilten die Betreiber der Straßenbahnen in Cottbus, Frankfurt (Oder) und Brandenburg (Havel) offiziell den Auftrag zur Lieferung von neuen Straßenbahnen. Geliefert wird der Typ Škoda ForCity Plus in der sechsachsigen Variante 47T. Auf einen Mittelwagen mit einem nur geringfügig ausdrehbaren Fahrwerk werden die beiden Endwagen mit je einem Antriebsdrehgestell aufgesattelt. Die Neufahrzeuge haben ein Niederfluranteil von 70 %, ihre Auslieferung begann im Juni 2024.
Die Neubaufahrzeuge sollen im Gegensatz zu den anderen beiden Städten die Tatra-Züge verstärken und nicht ersetzen, die Pläne der Stadt sehen einen 10-Minuten-Takt auf allen Linien vor.

## Fahrzeuge
Für den Betrieb stehen 21 teilniederflurige Straßenbahnwagen vom Typ Tatra KTNF6 zur Verfügung, wovon drei Fahrzeuge bereits abgestellt sind.
Im Juni 2024 wurde das erste von 22 bestellten Škoda-Fahrzeugen des Typs 47T ForCity Plus geliefert. Die Wagen sind 20 cm breiter als die KTNF6. Bei einer Länge von 29 Metern bieten sie 61 Sitzplätze und 6 weitere Klappsitze sowie eine Gesamtkapazität von 158 Fahrgästen. Am 15. August 2025 begann ihr Fahrgasteinsatz.

### Fahrzeugstatistik
| Fahrzeugtyp            | 1904 | 1910 | 1928 | 1950 | 1960 | 1970 | 1978 | 1981 | 1992 | 2001 | 2007 | 2010 | 2011 | 2023 | 8.2025 |
| ---------------------- | ---- | ---- | ---- | ---- | ---- | ---- | ---- | ---- | ---- | ---- | ---- | ---- | ---- | ---- | ------ |
| Zweiachsige Triebwagen | 18   | 22   | 28   | 28   | 32   | 32   | 29   | 29   | 2*   | 3*   | 3*   | 3*   | 3*   | 3*   | 3*     |
| Zweiachsige Beiwagen   | 6    | 8    | 8    | 14   | 15   | 27   | 38   | 38   | 1*   | 1*   | 1*   | 1*   | 1*   | 1*   | 1*     |
| Gelenktriebwagen TATRA | –    | –    | –    | –    | –    | –    | 2    | 22   | 71   | 36   | 26   | 24   | 21   | 21   | 18     |
| Gelenktriebwagen Skoda | –    | –    | –    | –    | –    | –    | -    | -    | -    | -    | -    | -    | -    | -    | 4      |
| Arbeitstriebwagen      | –    | –    | –    | –    | –    | –    | -    | 3    | 3    | 1    | 1    | 2    | 2    | 2    | 2      |

*historische(r) Wagen, nicht im normalen Tageseinsatz
**1 KTNF6 – Leihgabe aus Schöneiche

## Betriebshöfe

### Ehemalige Betriebshöfe

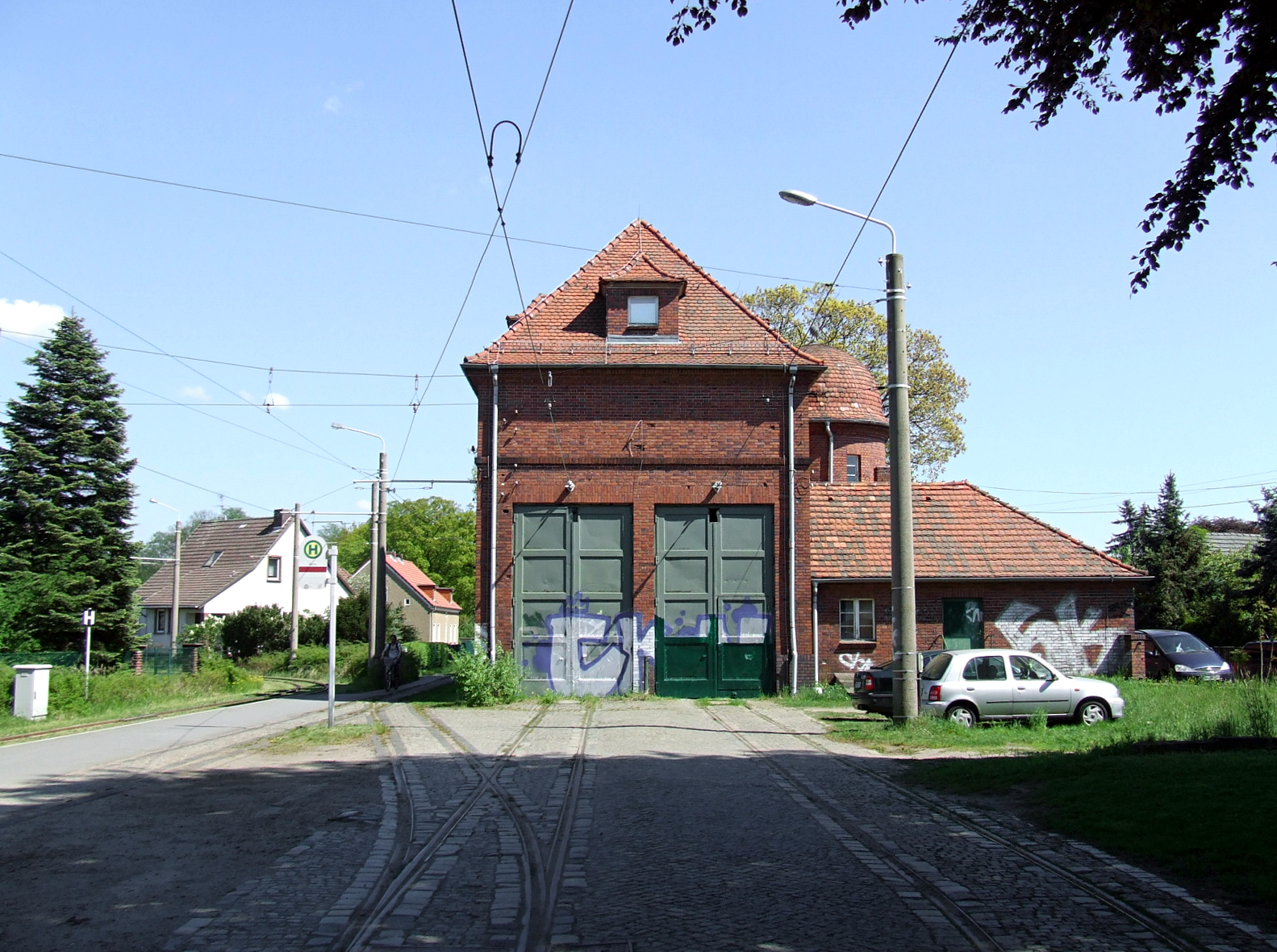
Ehemaliges Depot Madlow

Betriebshof Berliner Straße (1903–2001)
Für Straßenbahn und ab 1939 mit Buswerkstatt, 1944/45 kamen eine Lackiererei und eine mechanische Werkstatt hinzu. Des Weiteren gab es eine Waschanlage unter freiem Himmel, diese wurde später überdacht. Seit 1982 wurde der Betriebshof nur noch für Straßenbahnen genutzt. Das Gelände wurde 2003 verkauft.
Straßenbahn-Depot Madlow (1927–1998)
Ein kleines Depot für vier kleine Fahrzeuge, daher wurde es von 1971 bis 1981 als Bus-Karosseriewerkstatt genutzt. Danach waren dort der Turmtriebwagen und die „historischen“ Fahrzeuge untergebracht. Im Dezember 1998 wurde das Gebäude verkauft.

### Heutiger Betriebshof

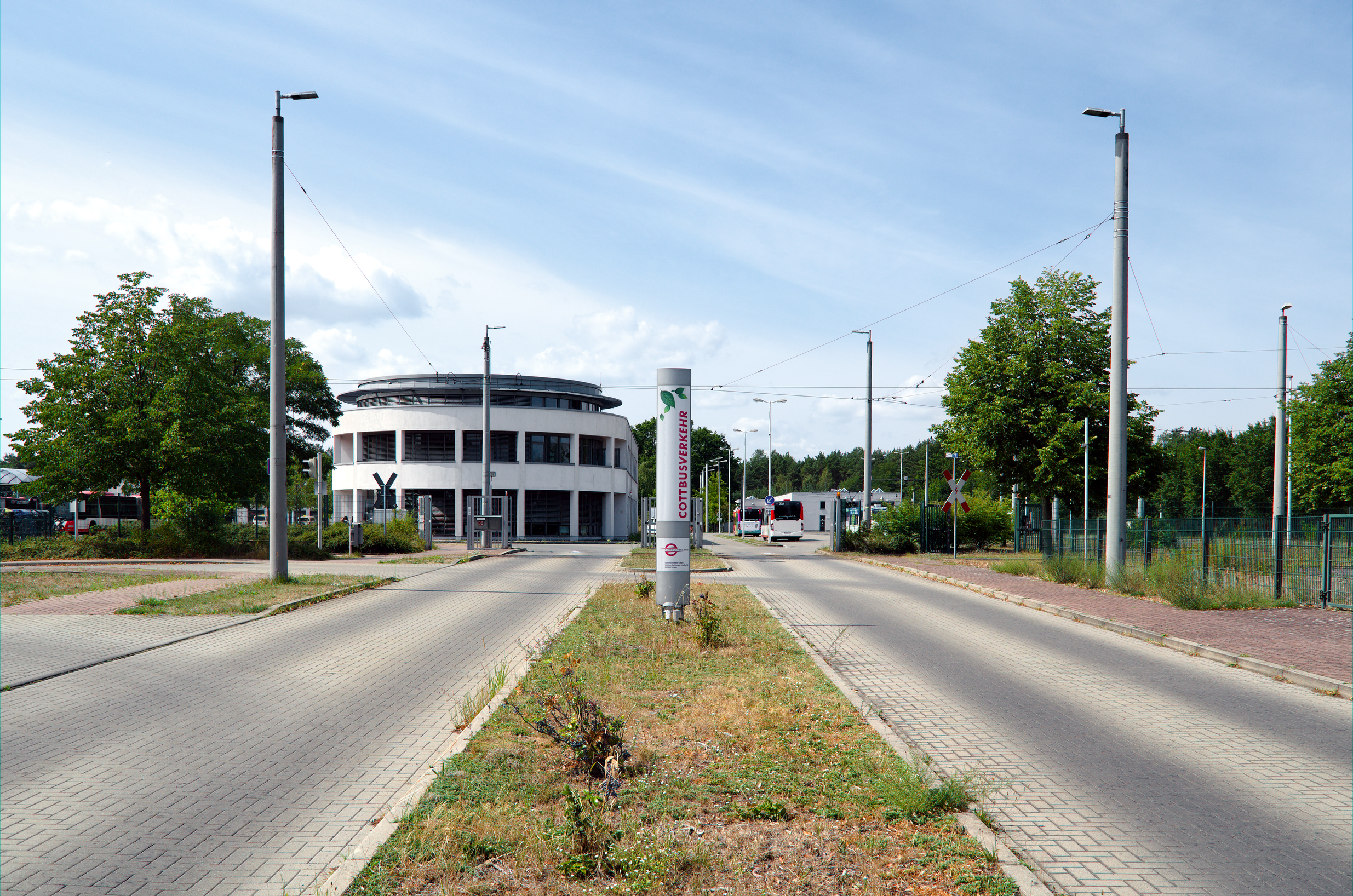
Zufahrt zum Betriebshof Schmellwitz

Der Betriebshof Schmellwitz im Cottbuser Norden wurde nach der Grundsteinlegung am 20. August 1996 innerhalb von etwa drei Jahren gebaut. Der erste Bauabschnitt wurde bereits am 26. Februar 1998 eröffnet, am 30. Oktober 1998 fand das Richtfest für die Straßenbahn- und Buswerkstatt statt und die Abstellflächen für Busse und die Tankstelle wurden fertig gestellt. Der Betriebshof ging am 26. November 1999 offiziell in Betrieb, im Januar 2001 wurden das Dienstgebäude und die Leitstelle ihrer Funktion übergeben.
Der Betriebshof hat eine Fläche von 79.420 m² und verfügt über 6115 Meter Gleise, davon 3470 Meter Abstell- und Betriebsgleise. Auf dem Gelände sind 33 Weichen verbaut.

## Linien
Im Zuge der Eröffnung der neuen Umsteigestation am Hauptbahnhof wurde zum 22. Oktober 2019 ein neues Liniennetz eingeführt, welches aus folgenden Linien besteht:
| Linie | Linienverlauf | Fahrzeit | Haltestellen | Takt Montag–Freitag | Takt Sonnabend | Takt Sonn- und Feiertag |
| ----- | --- | -------- | ------------ | ------------------- | -------------- | ----------------------- |
| 1     | Schmellwitz Anger/ Chmjelow Najs – Nordfriedhof / Połnocny kjarchob – Bonnaskenplatz / Bonarske naměsto – Stadthalle / Měsćańska hala – Stadtpromenade / Měsćańska promenada – Görlitzer Straße/Zgórjelska droga – Hauptbahnhof / Głowne dwórnišćo | 15 min   | 11           | 20 min              | –              | –                       |
| 2     | Sandow / Žandow – Am Doll / Pśi dole – Altmarkt / Stare wiki – Stadthalle / Měsćańska hala – Stadtmuseum / Měsćański muzej – Hauptbahnhof / Głowne dwórnišćo – Jessener Straße / Jaseńska droga | 17 min   | 12           | 15 min              | 30 min         | 30 min                  |
| 3     | Ströbitz / Strobice, Hans-Sachs-Str. / H. Sachsowa droga – Stadthalle / Měsćańska hala – Stadtpromenade / Měsćańska promenada – Görlitzer Straße/Zgórjelska droga – Sportzentrum / Sportowy centrum – Badesee Madlow / Módłański jazor – Madlow / Módłej | 23 min   | 16           | 15 min              | 30 min         | 30 min                  |
| 4     | (Betriebshof Schmellwitz / Depot Chmjelow –) Neu Schmellwitz / Nowy Chmjelow – Zuschka / Cužka – Sportpalast / Sportowy palast – Bonnaskenplatz / Bonarske naměsto – Stadthalle / Měsćańska hala – Stadtpromenade / Měsćańska promenada – Görlitzer Straße/Zgórjelska droga – Hauptbahnhof / Głowne dwórnišćo – Gelsenkirchener Platz / Gelsenkirchenske naměsto – Sachsendorf / Knorawa | 28 min   | 20           | 10 min              | 15 min         | 30 min                  |

Bis zum Oktober 2019 galt folgendes Liniennetz:
| Linie | Linienverlauf | Fahrzeit  | Haltestellen | Takt Montag–Freitag | Takt Sonnabend | Takt Sonn- und Feiertag |
| ----- | --- | --------- | ------------ | ------------------- | -------------- | ----------------------- |
| 1     | Schmellwitz Anger/ Chmjelow Najs – Nordfriedhof / Połnocny kjarchob – Bonnaskenplatz / Bonarske naměsto – Stadthalle / Mešćańska hala – Marienstr./Busbahnhof / Marijina droga/Busowe dwórnišćo – Görlitzer Straße/Zgórjelska droga – Hauptbahnhof / Głowne dwórnišćo – Jessener Straße / Jaseńska droga                                          | 20 min    | 14           | 20 min              | –              | –                       |
| 2     | Sandow / Žandow – Am Doll / Pśi dole – Altmarkt / Stare wiki – Stadthalle / Mešćańska hala – Stadtmuseum / Mešćański muzeum – Thiemstr./Hbf / Thiemowa droga/GŁD – Gelsenkirchener Platz / Gelsenkirchenska naměsto – Sachsendorf / Knorawa | 23 min    | 16           | 15 min              | –              | –                       |
| 3     | Ströbitz / Strobice, Hans-Sachs-Str. / H. Sachsowa droga – Stadthalle / Mešćańska hala – Marienstr./Busbahnhof / Marijina droga/Busowe dwórnišćo – Görlitzer Straße/Zgórjelska droga – Sportzentrum / Sportowy centrum – Badesee Madlow / Módłański jazor – Madlow / Módłej                                                                       | 23 min    | 16           | 15 min              | 30 min         | 30 min                  |
| 4     | (Betriebshof Schmellwitz / Depot Chmjelow –) Neu Schmellwitz / Nowy Chmjelow – Zuschka / Cužka – Sportpalast / Sportowy palast – Bonnaskenplatz / Bonarske naměsto – Stadthalle / Mešćańska hala – Stadtmuseum / Mešćański muzeum – Thiemstr./Hbf / Thiemowa droga/GŁD – Gelsenkirchener Platz / Gelsenkirchenska naměsto – Sachsendorf / Knorawa | 24 min    | 20           | 10 min              | 15 min         | 30 min                  |
| 5     | Sandow / Žandow – Am Doll / Pśi dole – Altmarkt / Stare wiki – Stadthalle / Mešćańska hala – Stadtmuseum / Mešćański muzeum – Görlitzer Straße/Zgórjelska droga – Hauptbahnhof / Głowne dwórnišćo – Jessener Straße / Jaseńska droga | 22–23 min | 15           | –                   | 30 min         | 30 min                  |

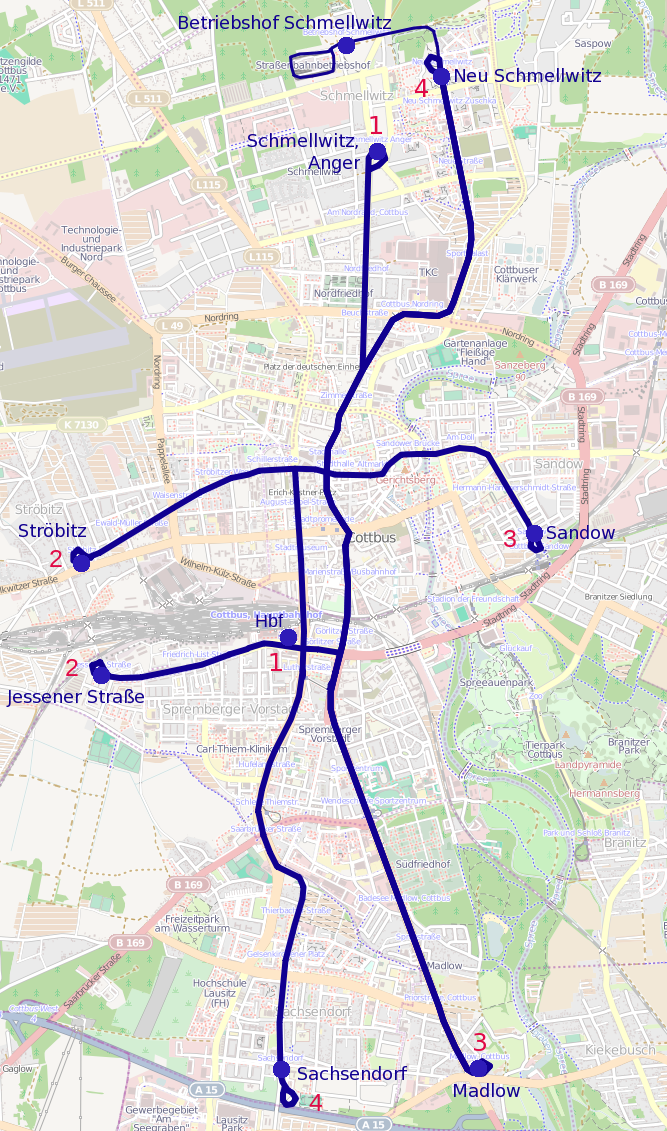
Netzplan (Stand 2019)
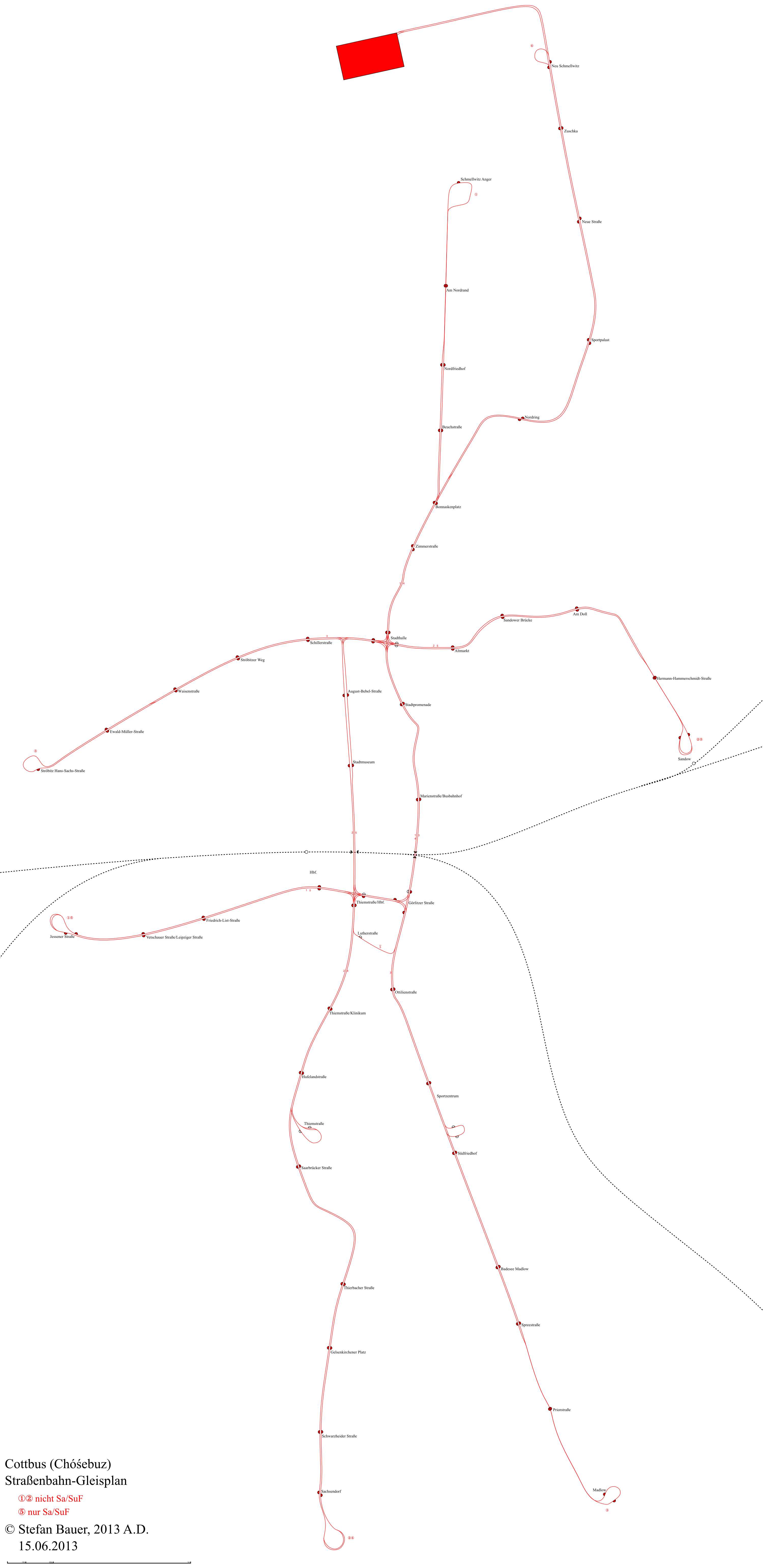
Gleisplan (Stand 2013)

## Diskussion über den Fortbestand und Weiterentwicklung der Straßenbahn
Im Februar 2009 wurde ein Gutachten veröffentlicht, das sich für die Abschaffung der Straßenbahn in Cottbus aussprach. Gründe hierfür seien die leichtere Anpassung der Linienführung. Cottbus hat in den vergangenen 20 Jahren etwa ein Viertel seiner Einwohner verloren, deshalb ist ein Fahrgastrückgang zu verzeichnen. Darüber hinaus führen einige Linien in heute weniger dicht besiedelte Gebiete. Ebenso seien in den nächsten Jahren umfangreiche Investitionen für die Erneuerung des Fuhrparks notwendig.
Daraufhin kam es zu heftigen Diskussionen, in denen sich die Mehrheit der Cottbuser Bevölkerung für den Erhalt der Straßenbahn aussprach. Neben Unterschriftenaktionen gab es zahlreiche Überlegungen, wie man die Cottbuser Straßenbahn attraktiver gestalten könne. Da bei Einstellung der Straßenbahn große Investitionen in die Vergrößerung der Busflotte und die Ertüchtigung der Straßen für einen Buslinienverkehr notwendig wären, wird das tatsächliche Einsparpotential angezweifelt. Darüber hinaus würde ein erhöhter Busverkehr in Cottbus zu einer erhöhten Feinstaubentwicklung führen, durch den Cottbus hohe Strafzahlungen an die EU befürchten müsste.
Am 31. März 2009 wurde bekannt, dass die Pläne zur Einstellung der Straßenbahn vom Tisch seien. Stattdessen denke man intensiv über eine Optimierung zur Attraktivitätssteigerung des Angebots nach – unter anderem die Einstellung der Linie 1 und des Zweiges zur Jessener Straße der Linie 2 –, um mehr Fahrgäste zur Benutzung der öffentlichen Verkehrsmittel zu bewegen.
Nach einer neuen, im August 2010 veröffentlichten und von der Stadt in Auftrag gegebenen Studie würde sich der Ausbau des Straßenbahnnetzes in Richtung Lausitz-Park und Klinikum betriebswirtschaftlich rechnen.
Die Einstellungsplanungen für die Linie 1 zwischen Bonnaskenplatz und Schmellwitz wurden zunächst nicht weiter verfolgt, um die Entwicklung der Fahrgastzahlen nach Eröffnung der neuen Haltestelle am Hauptbahnhof abzuwarten. Nachdem eine größere Baustelle auf der Straße der Jugend im September 2023 beendet wurde und die betroffenen Linien wieder zu einem normalen Fahrplan zurückkehrten, wird die Linie 1 auch im Sommer 2024 jedoch weiterhin als Ersatzverkehr mit Bussen betrieben.
Es wird aktuell (2022/2023) über eine Erweiterung des Netzes bis zum Ostsee, zum Herzzentrum, Kolkwitz und Medizinische Universität Lausitz – Carl Thiem (ehem. CTK), BTU und Lausitzpark nachgedacht.